# Hans Korseck
Hans Korseck (* 1911; † 11. Juli 1942 bei Orel) war ein deutscher Gitarrist des Swing. Er wird von seinen Zeitgenossen als der „herausragende Jazzgitarrist der dreißiger Jahre“ charakterisiert und gilt als der erste bedeutende deutsche Plektrumgitarrist.

## Leben und Wirken
Korseck stammte aus einer streng religiösen preußischen Familie; er studierte Medizin. Ursprünglich kam er von der Konzertgitarre her; Anfang der 1930er-Jahre spielte er in einer kaum bekannten Jazzband namens White Ravens, bevor er bald darauf Mitglied in Otto Stenzels Scala-Orchester wurde.  Ab 1936 arbeitete er in Berlin in den Orchestern Peter Kreuder („I'm Not Giving Up My Heart“, mit Greta Keller), Kurt Hohenberger („Limehouse Blues“) und Die Goldene Sieben („Heimweh“). Ferner wirkte er bei Plattenaufnahmen verschiedener Studiobands mit, u. a. von Raymond Baird, Peter Igelhoff, Albert Vossen, Erwin Steinbacher, Franz Thon, Michael Jary und Ernst Weiland. Im Rahmen eines Studentenaustauschs mit den Vereinigten Staaten, an dem Korseck teilnahm, hatte er bei einem Besuch in New York mit seinem Freund Albert Vossen Gelegenheit, seine Idole Benny Goodman und Tommy Dorsey kennenzulernen und bei Proben und Jamsessions mitzuwirken. Mit Peter Igelhoff (Piano) spielte er 1937 die Duo-Schallplatte Piano Medley ein (Electrola 3966), ein Potpourri aus amerikanischen und englischen Schlagern wie „In the Chapel in the Moonlight“, „Did I Remember“, „When the Poppies Bloom Again“, „Organ Grinder’s Swing“, und „Pennies from Heaven“. Letzte Plattenaufnahmen entstanden mit Peter Igelhoff („Wir machen Musik“). Im Bereich des Jazz war er von 1936 bis 1942 an 113 Aufnahmesessions beteiligt. Nach Ansicht der von Historiker Michael H. Kater interviewten Zeitzeugen und auch von Thomas Buhé improvisierte Korseck in der linearen Art eines Charlie Christian und Django Reinhardt. Diese besondere Spielweise ist jedoch in den erhaltenen Aufnahmen nicht zu hören; dort ist recht gedämpft eine akkordische Spielweise wahrnehmbar.
Korseck unterrichtete heimlich – ihm fehlte die Genehmigung der Reichsmusikkammer – und schrieb das Buch Schule für Plektrum-Gitarre über die Plektrum-Spielweise, das im März 1941 im Musikverlag Zimmermann erschien. Es war die erste Lehrmethode für dieses Instrument auf dem Markt. Einer seiner bekanntesten Schüler war der Jazzgitarrist Coco Schumann; ferner beeinflusste er den Gitarristen und Banjospieler Klaus Buhé.
Kosecks letztes Lebensjahr war geprägt von Band-Engagements, der Beendigung des Medizinstudiums, gesundheitlichen Problemen seiner jungen Ehefrau Hilde, die eine Fehlgeburt erlitt und der Einberufung zur Wehrmacht, wo er in einer Sanitätseinheit an der russischen Front tätig war. Die Reichskulturkammer versuchte, ihn zurückverlegen zu lassen, da er Mitglied im Deutschen Tanz- und Unterhaltungsorchester werden sollte. In der Nähe von Orel starb Korseck einen Tag vor seiner Abreise nach Berlin auf seinem letzten Einsatz durch einen Kopfschuss; er wurde 31 Jahre alt.